# Manuel Pavía y Lacy
Pour l’article homonyme, voir Manuel Pavía.
 (juin 2023).
La mise en forme du texte ne suit pas les recommandations de Wikipédia : il faut le « wikifier ».
Les points d'amélioration suivants sont les cas les plus fréquents. Le détail des points à revoir est peut-être précisé sur la page de discussion.
- Les titres sont pré-formatés par le logiciel. Ils ne sont ni en capitales, ni en gras.
- Le texte ne doit pas être écrit en capitales (les noms de famille non plus), ni en gras, ni en italique, ni en « petit »…
- Le gras n'est utilisé que pour surligner le titre de l'article dans l'introduction, une seule fois.
- L'italique est rarement utilisé : mots en langue étrangère, titres d'œuvres, noms de bateaux, etc.
- Les citations ne sont pas en italique mais en corps de texte normal. Elles sont entourées par des guillemets français : « et ».
- Les listes à puces sont à éviter, des paragraphes rédigés étant largement préférés. Les tableaux sont à réserver à la présentation de données structurées (résultats, etc.).
- Les appels de note de bas de page (petits chiffres en exposant, introduits par l'outil «  Source ») sont à placer entre la fin de phrase et le point final[comme ça].
- Les liens internes (vers d'autres articles de Wikipédia) sont à choisir avec parcimonie. Créez des liens vers des articles approfondissant le sujet. Les termes génériques sans rapport avec le sujet sont à éviter, ainsi que les répétitions de liens vers un même terme.
- Les liens externes sont à placer uniquement dans une section « Liens externes », à la fin de l'article. Ces liens sont à choisir avec parcimonie suivant les règles définies. Si un lien sert de source à l'article, son insertion dans le texte est à faire par les notes de bas de page.
- La présentation des références doit suivre les conventions bibliographiques. Il est recommandé d'utiliser les modèles {{Ouvrage}}, {{Chapitre}}, {{Article}}, {{Lien web}} et/ou {{Bibliographie}}. Le mode d'édition visuel peut mettre en forme automatiquement les références.
- Insérer une infobox (cadre d'informations à droite) n'est pas obligatoire pour parachever la mise en page.

Pour une aide détaillée, merci de consulter Aide:Wikification.
Si vous pensez que ces points ont été résolus, vous pouvez retirer ce bandeau et améliorer la mise en forme d'un autre article.
 (juin 2023).
Si vous disposez d'ouvrages ou d'articles de référence ou si vous connaissez des sites web de qualité traitant du thème abordé ici, merci de compléter l'article en donnant les références utiles à sa vérifiabilité et en les liant à la section « Notes et références ».
Manuel Pavia y Lacy, aussi connu sous le nom de marquis de Novaliches ou Novaliches (1814 - 1896), est un militaire et homme d'Etat espagnol.

## Biographie

### Début du carrière
Né le 6 juillet 1814 à Grenade, Manuel Pavia étudie au collège Jesuite de Valence, puis entre à l'Académie d'Artillerie de Ségovie. Lieutenant en 1833, il est dans la garde de la reine Isabelle II.
À seulement 26 ans, et dans le contexte de la Première Guerre Carliste, il est fait général de division. 

### Homme d'Etat
Sénateur à partir de 1845, le Parti Modéré au pouvoir en 1847 le nomme ministre de la Guerre. Il est bientôt envoyé en Catalogne, au cours de la deuxième guerre carliste qui fait rage, mais échoue à y contenir les troubles. 
Il reçoit le titre de marquis en 1848, puis en 1852, il est fait capitaine général des Philippines et envoyé à Manille, où il mène diverses réformes. De plus, en 1854, il écrase une insurrection.
Dès son retour en Espagne, il épouse la comtesse de Sainte Isabelle, puis il commande les réserves militaires pendant la Guerre d'Afrique. Appelé à deux reprises au ministère de la guerre, d'abord par O'Donnell puis par Narváez, il rejette l'offre. Finalement nommé chef du gouvernement en 1864, il forme un cabinet qui ne tiendra que quelques jours.

### Fin de carrière et mort
Il prend la tête de l'armée pour écraser l'insurrection à Madrid du 22 juin 1866, et lorsque la révolution éclate en septembre de 1868, il accepte le commandement des troupes de la reine. Il est néanmoins battu par Francisco Serrano à la bataille du Pont d'Alcolea du 28 septembre 1868, lors de laquelle il est blessé au visage, en restant totalement défiguré. Cette défaite sonne la réussite de la révolution, et l'exil de la reine. 
Il s'écarte des affaires du pays pendant la période qui suit, avant de revenir sous la Restauration, où il redevient sénateur. Le nouveau roi, Alphonse XII lui attribue l'Ordre de la Toison d'Or. Il avait déjà gagné l'ordre de Saint-Ferdinand.
Il meurt à Madrid le 22 octobre 1896.